# Babraham
Babraham – wieś w Anglii, w hrabstwie Cambridgeshire, w dystrykcie South Cambridgeshire. Leży 11 km na południowy wschód od miasta Cambridge i 72 km na północ od Londynu. Miejscowość liczy 269 mieszkańców.